# Trận Mogadishu (1993)
Trận Mogadishu, hay còn được biết đến qua sự kiện Diều hâu Gãy cánh (tiếng Anh: Black Hawk Down), là một trận chiến đấu giữa 160 lính đặc nhiệm của Quân đội Hoa Kỳ, được hỗ trợ bởi Lực lượng Quân sự Liên Hợp Quốc tại Somali, và những binh lính Somali trung thành với Mohamed Farrah Aidid tại thủ đô Mogadishu của Somali vào ngày 3-4 tháng 10 năm 1993. Cuộc đột kích được người Mỹ tiến hành trong thời điểm diễn ra Nội chiến Somali, vốn bùng phát dữ dội kể từ năm 1991 và đã gây ra nạn đói khắp Somali. Liên Hợp Quốc lúc đầu can thiệp với nhiệm vụ cung cấp và viện trợ lương thực, nhưng cuối cùng đã chuyển sứ mệnh sang thiết lập nền dân chủ và khôi phục một chính phủ ổn định.
Việc khôi phục nhanh chóng vấp phải sự phản đối của Aidid, người đã từ chối hợp tác với Liên Hợp Quốc trước đó. Lực lượng Đặc nhiệm Delta và Biệt kích của Mỹ đã được triển khai để bắt giữ hai phụ tá cấp cao của Aidid đang có mặt trong thành phố để tham gia một cuộc họp. Mục tiêu ban đầu của chiến dịch đã được hoàn thành, nhưng chiến dịch ước tính chỉ kéo dài một giờ đã trở thành một trận chiến khốc liệt diễn ra tới buổi sáng ngày 4 tháng 10 năm 1993.
Thương vong của phía Somali đạt từ 315 tới 2.000 người. Thương vong của Liên quân bao gồm 19 binh lính Mỹ tử trận, 84 binh sĩ bị thương, một phi công bị bắt sống, hai máy bay trực thăng bị bắn rơi, lực lượng của Somali mất một binh lính và bảy người bị thương, và lực lượng Pakistan mất một binh lính và hai người bị thương. Hình ảnh về thi thể của lính Mỹ tử trận bị dân quân Somali kéo lê trên nhiều con phố nhanh chóng lan ra khắp thế giới, gây ra một cú sốc lớn đối với công chúng nước Mỹ và đã làm thay đổi chính sách đối ngoại của Mỹ, cuối cùng dẫn đến việc Mỹ và Liên Hợp Quốc phải rút khỏi Somali. Lo sợ một trận chiến tương tự được lặp lại là lý do khiến Mỹ đã miễn cưỡng can thiệp sâu hơn vào khu vực Châu Phi và một số học giả cho rằng đó là yếu tố chính ảnh hưởng đến quyết định của chính quyền Clinton về việc không can thiệp vào cuộc diệt chủng ở Rwanda, diễn ra sáu tháng sau đó.

## Bối cảnh
Tháng 1 năm 1991, liên minh các bộ lạc Đại hội Somali Thống nhất đã lật đổ Tổng thống Somali Mohammed Siad Barre. Đảng chính trị chủ chốt của Somali là Quốc hội Somali Thống nhất (United Somali Congress - USC) nhanh chóng bị chia rẽ thành hai lực lượng đối lập: một nhóm do Ali Mahdi Muhammad đứng đầu và một nhóm do Mohamed Farrah Aidid lãnh đạo. Tổng cộng hai lực lượng này, cùng với hai nhóm chính trị khác tại Somali đã đánh lẫn nhau để tranh giành kiểm soát Somali: nhóm USC, nhóm Mặt trận Dân chủ Cứu nguy Somali (Somali Salvation Democratic Front - SSDF), nhóm Phong trào Ái quốc Somali (Somali Patriotic Movement - SPM) và nhóm Phong trào Dân chủ Somali (Somali Democratic Movement - SDM). Một hiệp định ngừng bắn được tổ chức vào tháng 6 năm 1991, nhưng thất bại. Nhóm tổ chức chính trị thứ năm, Phong trào Dân tộc Somali (Somali National Movement - SNM), tuyên bố thành lập nước Cộng hòa tự trị độc lập tại phía tây bắc Somali vào cuối tháng 6. SNM đã chiếm khu vực không được quốc tế công nhận tên là Somaliland và lãnh đạo của nhóm, Abdirahman Ahmed Ali Tuur, được bầu làm Tổng thống đầu tiên.
Vào tháng 9 năm 1991, chiến sự nổ ra ở Mogadishu, kéo dài nhiều tháng tiếp theo và nhanh chóng lan rộng ra khắp Somali. Chiến tranh đã làm cho nền nông nghiệp của đất nước này bị tàn phá, dẫn tới nạn đói rộng khắp đất nước. Cộng đồng quốc tế phải tiến hành viện trợ lương thực khẩn cấp cho người dân Somali, nhưng một phần lớn lương thực đã bị các phe quân sự chiếm đoạt. Nạn đói vì thế càng trở nên trầm trọng mà hậu quả là 30 vạn người chết đói và khoảng 1,5 triệu người bị ảnh hưởng.

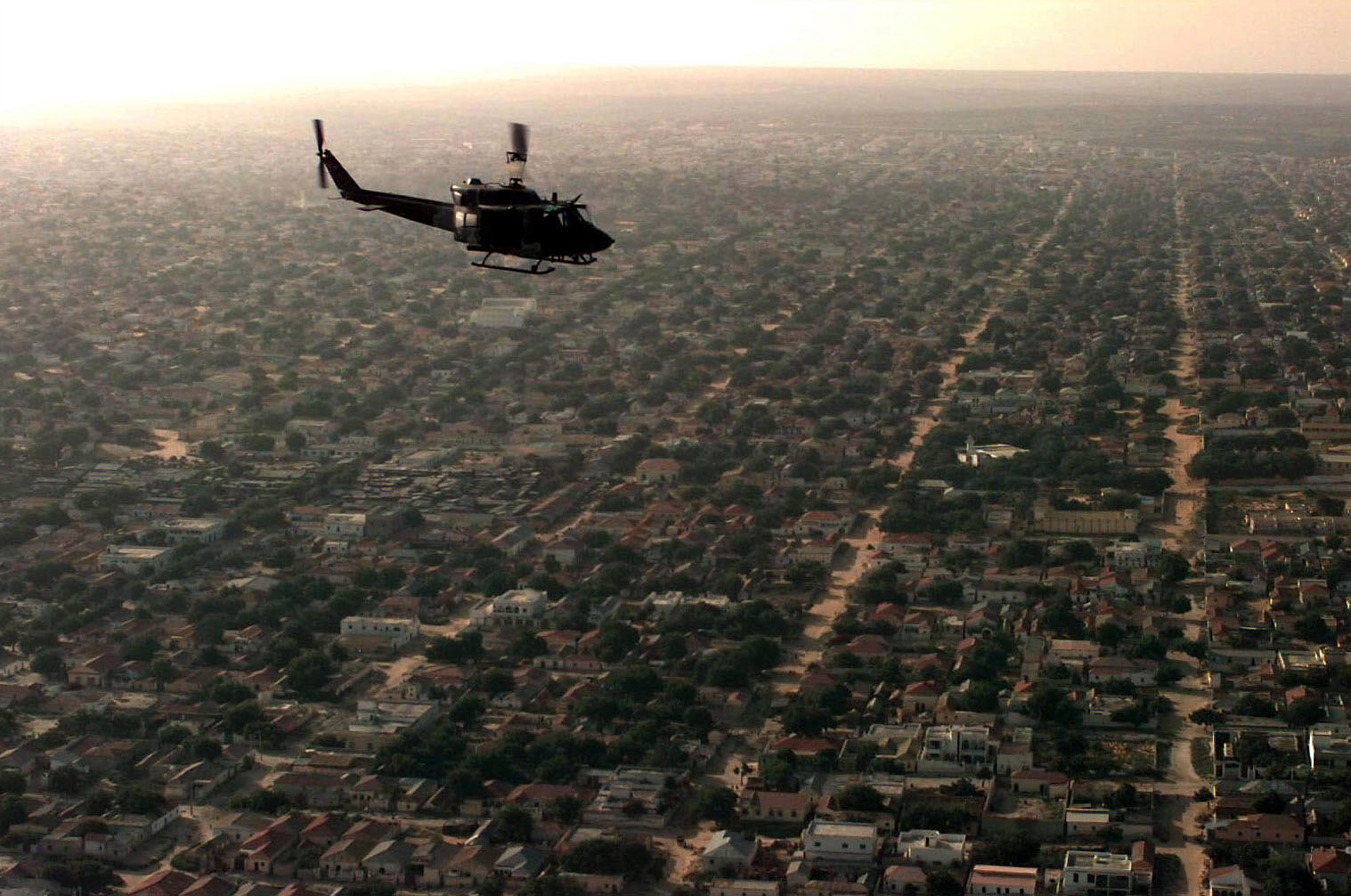
Một trực thăng của Thủy quân Lục chiến Hoa Kỳ làm nhiệm vụ do thám ở Mogadishu, 1992

Để ngăn chặn nạn đói lan rộng và giảm thiểu số người chết vì đói, Liên Hợp Quốc quyết định đưa lực lượng gìn giữ hòa bình của mình đến để bảo vệ việc phân phát lương thực. Chính phủ Hoa Kỳ thì triển khai Chiến dịch Restore Hope vào tháng 12 năm 1992, đưa lương thực và lực lượng Thủy quân Lục chiến đến Somali. Lực lượng Thủy quân Lục chiến nhanh chóm chiếm đóng một phần ba thành phố Mogadishu, bao gồm sân bay, cảng trong vòng 2 tuần, để chuẩn bị cơ sở vật chất cho việc hỗ trợ nhân đạo. Các đơn vị trực thăng chiến đấu đã kiểm soát được các tuyến đường vào khu vực Baidoa, Balidogle và Kismayo, và sau đó được Sư đoàn Sơn cước số 10 Hoa Kỳ đến hỗ trợ.
Tại Hội nghị về hòa giải dân tộc ở Somalia, được tổ chức vào ngày 15 tháng 3 năm 1993, ở Addis Ababa, Ethiopia, tất cả 15 tổ chức của Somali đã đồng ý với các điều khoản đặt ra để khôi phục nền hòa bình và dân chủ. Tuy nhiên, đến tháng 5 năm 1993, mặc dù là một bên ký kết Thỏa thuận tháng Ba, nhưng phe mới của Mohammed Farrah Aidid, Liên minh Quốc gia Somali, vốn được tách ra từ Phong trào Yêu nước Somali, đã không hợp tác và thực hiện theo những điều khoản của Thỏa thuận. Aidid bắt đầu cho phát thanh tuyên truyền chống lại Liên Hợp Quốc qua Đài phát thanh Mogadishu rằng Liên Hợp Quốc đang cố tình gạt ông ra khỏi công cuộc "tái thiết Somali". Trung tướng người Thổ Nhĩ Kỳ, Çevik Bir, ra lệnh đóng cửa Đài Phát thanh để tránh Aidid kích động một cuộc nổi loạn. Kế hoạch đóng cửa này nhanh chóng bị lộ do có nằm vùng ở trụ sở Liên Hợp Quốc tuồn thông tin ra ngoài. Ngày 5 tháng 6 năm 1993, khi đang kiểm tra một kho vũ khí đặt tại Đài Phát thanh Mogadishu, lực lượng gìn giữ hòa bình của Liên Hợp Quốc bị quân SNA phục kích. Hậu quả là 24 binh lính Pakistan thiệt mạng và 57 người bị thưong, ngoài ra còn có một quân nhân Italy và ba quân nhân Hoa Kỳ bị thưong. Ngày hôm sau, Hội đồng Bảo an Liên Hợp Quốc ra Nghị quyết 637 yêu cầu bắt giữ và xử tử những phần tử người Somali chịu trách nhiệm về sự việc trên.
Ngày 12 tháng 6 năm 1993, lực lượng đặc nhiệm Hoa Kỳ tấn công vào một khu vực ở Mogadishu mà họ cho rằng là nơi các nhân vật quan trọng của Somali đang trú. Tuy nhiên, trận tấn công chỉ làm cho 73 người Somali cao tuổi thiệt mạng. Quân Somali trả đũa bằng cách xử tử bốn nhà báo nước ngoài. Ngày 8 tháng 8 năm 1993, phiến quân của Aidid đã đánh bom một phương tiện vận chuyển quân của Lục quân Hoa Kỳ, khiến bốn quân nhân thuộc lực lượng Quân Cảnh thiệt mạng. Hai tuần sau, một quả bom nữa được kích nổ khiến bảy người bị thương. Để đáp trả lại các cuộc tấn công, Tổng thống Clinton đã điều một nhóm lực lượng Đặc nhiệm gồm 400 binh lính, phần lớn là lính Biệt kích và Đặc nhiệm Delta, tên là "Task Force Ranger", tới Somali để bắt đầu chiến dịch săn lùng Aidid.
Ngày 22 tháng 8, Task Force Ranger cập bến Somali và được đặt dưới sự chỉ huy của Thiếu tướng William F. Garrison, tư lệnh Bộ Tư lệnh Chiến dịch Đặc biệt Liên quân tại thời điểm đó. Trong cùng ngày, Garrison mở Chiến dịch Gothic Serpent với nhiệm vụ chủ chốt là bắt giữ Mohamed Farrah Aidid và các thành viên cấp cao của Aidid.
Ngày 25 tháng 9 năm 1993, một tuần trước trận chiến, một nhóm phiên quân thân Aidid đã bắn hạ một trực thăng Black Hawk thuộc Sư đoàn Không vận 101 ở gần khu vực New Port, Mogadishu. Toàn bộ 3 thành viên trên máy bay thiệt mạng. Đây là lần đầu tiên một máy bay trực thăng bị bắn hạ ở Mogadishu và trở thành một chiến thắng lớn về mặt tâm lý cho phe SNA.

## Lực lượng hai bên

### Hoa Kỳ và Liên Hợp Quốc

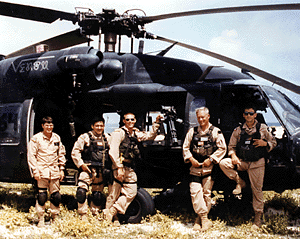
Phi hành đoàn của Super 64 một tháng trước trận Mogadishu. Từ trái sang phải: Winn Mahuron, Tommy Field, Bill Cleveland, Ray Frank và Mike Durant.

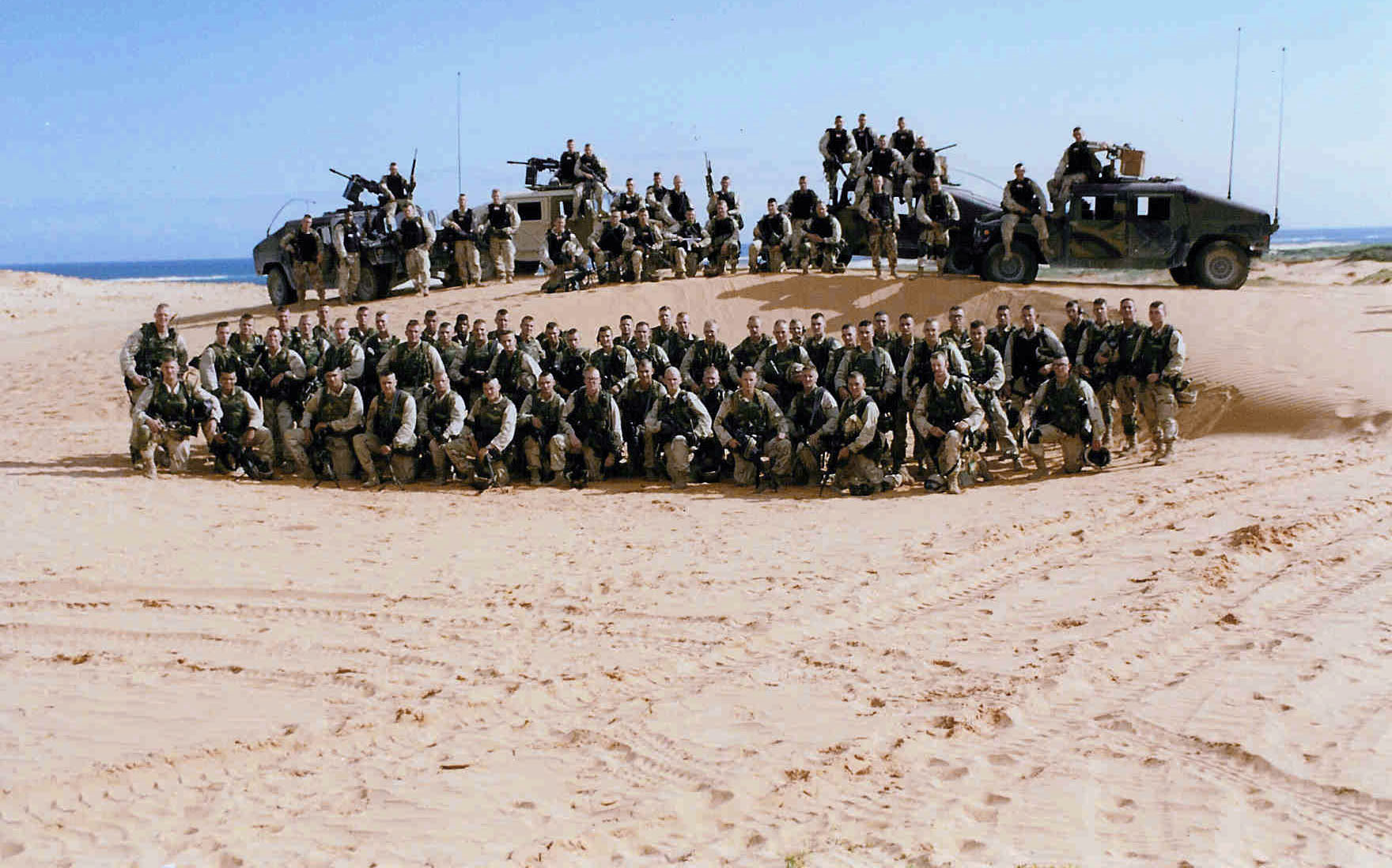
Đại đội B, Tiểu đoàn 3, Trung đoàn Biệt kích 75 tại Somali, năm 1993

- Lực lượng Đặc nhiệm Ranger (Task Force Ranger - TFR), bao gồm:
  - Đại đội C, Lực lượng Hoạt động Đặc Biệt số 1-Delta (1st SFOD-D) - "Lực lượng Delta"[11]
  - Đại đội B, Tiểu đoàn Biệt kích 3, Trung đoàn Biệt kích 75
  - Tiểu đoàn 1, Trung đoàn Không vận Đặc nhiệm 160 (160th SOAR) với các máy bay trực thăng MH-6J , AH-6 "Little Bird" và MH-60 A/L Black Hawk.
  - Nhóm Kiểm soát Hỏa lực và Đặc nhiệm cứu hộ Không quân, Phi đoàn Chiến thuật Đặc biệt 24[12]
  - Đặc nhiệm Hải quân SEAL từ Nhóm Triển khai Chiến tranh Đặc biệt Hải quân Hoa Kỳ (DEVGRU)
  - Nhóm tác chiến hàng không mẫu hạm USS Abraham Lincoln và Phi đoàn Không lực Hải quân 11[13]
  - Nhóm Tác chiến Đổ bộ 5 (USS New Orleans, USS Denver, USS Comstock, USS Cayuga)
  - Nhóm Đổ bộ số 1, Tiểu đoàn 1, Trung đoàn Thủy quân Lục chiến 9, Đơn vị Viễn chinh Thủy quân Lục chiến 13 (lực lượng trực sẵn / phản ứng nhanh)
- Lực lượng giải cứu - Sư đoàn Sơn cước số 10 Hoa Kỳ:
  - Tiểu đoàn 2, Trung đoàn Không lực 25
  - Tiểu đoàn 1, Trung đoàn Bộ binh 22
  - Tiểu đoàn 2, Trung đoàn Bộ binh 14
  - Trung đội 3, Đại đội C, Tiểu đoàn 1, Trung đoàn Bộ binh 87
  - Tiểu đoàn Công binh 41, Sư đoàn Sơn cước số 10 Hoa Kỳ[14]
  - Tiểu đoàn 15, thuộc Trung đoàn Frontier Force, quân đội Pakistan[15]
  - Trung đoàn Thiết giáp 19, quân đội Pakistan
  - Tiểu đoàn 10, thuộc Trung đoàn Baloch, quân đội Pakistan
  - Đại đội Quân cảnh 977
- Lực lượng Quân sự Liên Hợp Quốc:
  - Tiểu đoàn 19, Trung đoàn Hoàng Gia Malay, quân đội Malaysia
  - Trung đoàn 11, Đoàn Đặc nhiệm Grup Gerak Khas, quân đội Malaysia (tham gia giải cứu phi hành đoàn của Super 6-1)
  - Tiểu đoàn 7, thuộc Trung đoàn Frontier Force, quân đội Pakistan

### USC/SNA
Số lượng và cấu trúc của lực lượng người Somali vào thời điểm diễn ra trận đánh là không cụ thể. Ước tính, có khoảng 2.000 tới 4.000 người đã tham chiến, phần lớn thuộc lực lượng Liên minh Quốc gia Somali của Aidid. Liên minh Quốc gia Somali (SNA) đựoc thành lập vào ngày 14 tháng 8 năm 1992, xuất phát từ Quốc hội Somali Thống nhất. Trong thời điềm diễn ra Chiến dịch Gothic Serpent, lực lượng SNA bao gồm các thành viên từ nhóm Phong trào Ái quốc Somali, Phong trào Dân chủ Somali, các thành viên từ bộ tộc Digil và Mirifleh, bộ tộc Habr Gedir của Aidid và Phong trào Quốc gia Nam Somali.

## Kế hoạch

Bản đồ trận đánh ở Mogadishu từ ngày 3 tới ngày 4 tháng 10 năm 1993

Theo kế hoạch, chiều ngày 03 tháng 10 năm 1993, một nhóm lực lượng Đặc nhiệm bao gồm lính Biệt kích, đặc nhiệm Delta và trực thăng của SOAR sẽ tiến vào Mogadishu và bắt giữ hai phụ tá của Aidid là Bộ trưởng Bộ Ngoại giao Omar Salad Elmim và cố vấn cấp cao Mohamed Hassan Awale, đang tham gia một cuộc họp ở Khách sạn Olympic (2°03′4,1″B 45°19′28,9″Đ / 2,05°B 45,31667°Đ).
Đặc nhiệm Delta sẽ được trực thăng MH-6 Little Bird chở đến khu vực khách sạn và nhanh chóng đột kích vào bên trong để bắt giữ các mục tiêu. Bốn nhóm (chalk) Biệt kích dưới sự chỉ huy của Đại úy Michael D. Steele sẽ được trực thăng MH-60L Black Hawk chở vào sau lực lượng Delta và đổ quân xung quanh khách sạn. Sau đó, lính Biệt kích sẽ lập phòng tuyến vững chắc ở bốn phía khách sạn để "nội bất xuất, ngoại bất nhập." Một đoàn xe gồm chín chiếc Humvee HMMWV và ba xe tải M939 dưới sự chỉ huy của Trung tá Danny McKnight sẽ di chuyển tới tòa nhà mục tiêu và chở toàn bộ đội đột kích và nhóm tù binh về căn cứ. Dự kiến toàn bộ chiến dịch sẽ diễn ra chưa quá 30 phút.
Đoàn xe được ước tính sẽ đến khu tòa nhà mục tiêu chỉ vài phút sau khi chiến dịch bắt đầu, nhưng đã gặp phải nhiều trở ngại. Dân và phiến quân Somali đã tạo nhiều rào cản lớn bằng đá, mảnh vụn lớn và lốp xe cháy trên các tuyến đường tới khách sạn.

## Diễn biến
Lúc 13:50, ngay sau khi bộ phận tình báo của Task Force Ranger xác nhận được thông tin về vị trí của Salad, toàn bộ lực lượng đột kích được triển khai. Thông qua kênh liên lạc, ban chỉ huy phát đi mật danh "Irene", báo hiệu chiến dịch bắt đầu và cho phép toàn bộ trực thăng cất cánh.
Lúc 15:42, đội trực thăng MH-6 Little Bird chở theo nhóm đặc nhiệm Delta thứ nhất tiếp cận mục tiêu. Khói bụi tạo ra từ các cánh quạt của trực thăng mù mịt đến mức họ phải bay quanh mục tiêu một vòng rồi mới đắt đầu hạ cánh thả quân. Theo sau đó là nhóm Delta thứ hai chỉ huy bởi Đại úy Austin S. Miller được hai trực thăng Black Hawk thả quân ở hai phía đối diện toà nhà mục tiêu. Đội Biệt kích được chuyên chở bởi bốn trực thăng Black Hawk bắt đầu tiến vào thả quân xung quanh khách sạn. Trong lúc tiếp cận bãi thả quân, chiếc Black Hawk Super 6-7, điều khiển bởi Chuẩn úy 3 Jeff Niklaus, đã chở nhóm Chalk 4 tới sai vị trí, cách vị trí dự định một dãy nhà (2°03′5,5″B 45°19′27,9″Đ / 2,05°B 45,31667°Đ). Niklaus định đưa Chalk 4 về vị trí dự định như bị nhóm Biệt kích từ chối vì sẽ mất thêm thời gian và chiếc trực thăng sẽ gặp nguy hiểm do bay sát mặt đất quá lâu. Chalk 4 sau khi được thả quân sẽ di chuyển về vị trí cũ theo kế hoạch, nhưng hỏa lực của dân quân Somali bắn trả mạnh khiến họ không thể di chuyển về vị trí dự định.
Đoàn xe của Trung tá McKnight tiến về vị trí gần tòa nhà mục tiêu (02°03′1,6″B 45°19′28,6″Đ / 2,05°B 45,31667°Đ) mười phút sau đó và bắt đầu đợi lực lượng Biệt kích và Delta hoàn thành nhiệm vụ. Trong quá trình đột kích, một tai nạn đã xảy ra, Binh nhất Todd Blackburn bị tuột tay trong lúc đu dây xuống bãi thả quân, rơi từ độ cao khoảng 20m xuống đất và bị thương rất nặng. Một nhóm ba xe Humvee chỉ huy bởi Trung sĩ Jeff Struecker được tách ra để chở Blackburn về căn cứ chữa trị. Trên đường về căn cứ, Trung sĩ Dominick Pilla tử trận sau khi bị trúng đạn vào đầu. Đoàn xe rút về căn cứ thành công với nhiều lỗ đạn và khói bốc ra từ động cơ.

### Super 6-1 bị bắn hạ
Lúc 16:20, một chiếc trực thăng MH-60L Black Hawk, Super 6-1, bị trúng đạn RPG vào đuôi và rơi trong thành phố (02°03′9,4″B 45°19′34,8″Đ / 2,05°B 45,31667°Đ). Hai phi công, Chuẩn úy 3 Cliff "Elvis" Wolcott và Chuẩn úy 3 Donovan "Bull" Briley, thiệt mạng sau cú rơi. Hai xạ thủ súng máy là Trung sĩ Tham mưu Ray Dowdy và Trung sĩ Tham mưu Charlie Warren bị thương nặng. Hai xạ thủ bắn tỉa của Đặc nhiệm Delta, Trung sĩ Tham mưu Daniel Busch và Trung sĩ Jim Smith sống sót qua cú rơi và bắt đầu trèo ra ngoài để bảo vệ máy bay.
Nhiệm vụ quan trọng với quân Hoa Kỳ lúc này là vừa phải vận chuyển đối tương và binh sĩ rút lui, vừa phải cứu các phi công và binh sĩ trên chiếc Super 6-1. Sau khi hoàn thành mục tiêu tại Khách sạn Olympic, các Chalk của Biệt kích lần lượt rời vị trí cùng với đặc nhiệm Delta để tiến về vị trí rơi của Wolcott. Chalk 1 dưới sự chỉ huy của Thiếu úy Tom DiTomasso nhanh chóng tiếp cận xác chiếc Super 6-1 sau khi rời khách sạn đầu tiên.
Một chiếc MH-6 Little Bird, Star 4-1, điều khiển bởi Chuẩn úy 3 Kari Maier và Chuẩn úy 5 Keith Jones, đã hạ cánh tại một con hẻm hẹp gần khu vực rơi của Super 6-1. Jones nhanh chóng rời máy bay để sơ cứu cho Busch, bị thương nặng sau khi trúng đạn bốn lần, rồi cùng Smith dìu Busch về chỗ máy bay, trong khi đó Maier ở lại máy bay và bắn hỗ trợ. Maier suýt chút nữa bắn nhầm toán Chalk 1 của Thiếu úy Di Tomasso đang tiếp cận khu vực rơi. Star 4-1 sau đó cất cánh và chở Smith và Busch về căn cứ, nhưng Busch không qua khỏi vì vết thương quá nặng.
Một nhóm phản ứng nhanh 15 người chỉ huy bởi Đại úy Đặc nhiệm Delta Bill J. Coultrup, Thượng sĩ Không quân Scott C. Fales và Trung sĩ Kĩ thuật Timothy A. Wilkinson thuộc nhóm Tìm kiếm và Cứu hộ (CSAR), cùng một nhóm Biệt kích, đã đu dây xuống khu vực của Super 6-1. Chiếc Black Hawk chở họ, Super 6-8, điều khiển bởi Chuẩn úy 3 Dan Jollota và Thiếu tá Herb Rodriguez, đã bị trúng đạn vào cánh quạt chính, nhưng vẫn giữ vững đủ lâu để thả hết quân rồi quay về căn cứ. Nhóm CSAR nhanh chóng phát hiện ra cả hai phi công đều đã tử nạn, hai xạ thủ súng máy bị thương nặng và họ đều bị kẹt ở trong xác máy bay. Họ sau đó đưa hai người bị thương ra ngoài máy bay và sơ cứu ở một cái lán tạm, được dựng lên bởi những mảnh kevlar chống đạn lấy từ xác chiếc Super 6-1.
Tuy nhiên, có một sự phối hợp không tốt giữa lực lượng đột kích và lực lượng mặt đất của Hoa Kỳ. Bên nào cũng chờ bên kia di chuyển tới chỗ mình. Suốt 20 phút chờ đợi nhau, lính Mỹ bị quân Somali từ khắp nơi trong thành phố đổ ra bắn.

### Super 6-4 bị bắn hạ
Lúc 16:40, chiếc Black Hawk thứ hai, Super 6-4, điều khiển bởi Chuẩn úy 3 Michael Durant và Chuẩn úy 4 Raymond "Ironman" Alex Frank, bị trúng đạn RPG khi đang làm nhiệm vụ thay thế chiếc thứ nhất. Super 6-4  sau đó bị rơi khi cố gắng bay về căn cứ. Phần lớn các đội mặt đất đều tập trung vào khu vực rơi thứ nhất và hơn 90 lính Biệt kích và Delta đều bị kẹt lại do hỏa lực dữ dội của phiến quân Somali. Họ dần mất ưu thế đánh nhanh rút nhanh và phải dồn sức cứu các binh sĩ bị thương ngày một nhiều. Khi đang bị lạc và phải tìm đường tới vị trí của Super 6-4, đoàn xe của Trung tá McKnight gặp nhiều thương vong vì bị hỏa lực bắn trả dữ dội. 

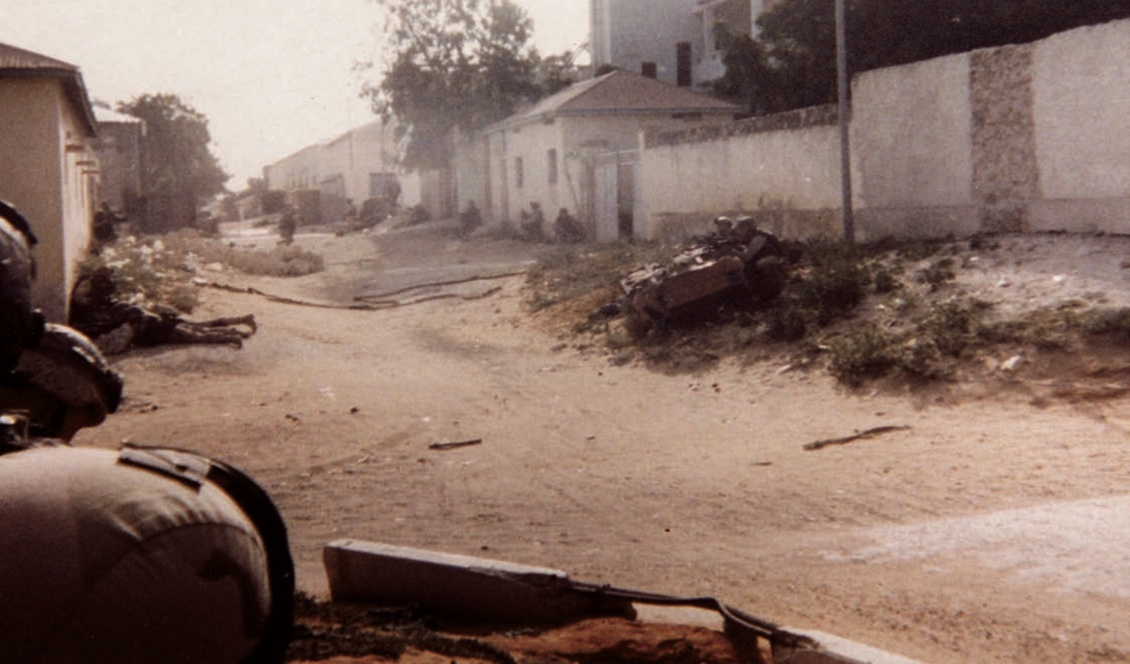
Lính Biệt kích gần toà nhà mục tiêu. Đây là bức ảnh duy nhất chụp lại trận đánh ngày 3-4 tháng 10 năm 1993.

Thấy các lực lượng mặt đất chưa kịp tới cứu chiếc trực thăng thứ hai bị rơi, ba lính đặc nhiệm bắn tỉa của Delta trên chiếc Black Hawk Super 6-2: Thượng sĩ Garry Gordon, Trung sĩ nhất Randy Shugart và Trung sĩ nhất Brad Halling, đã nhiều lần đề nghị cho họ đổ bộ từ trực thăng xuống cứu đồng đội nhưng đều bị sở chỉ huy từ chối. Đến lần thứ ba, yêu cầu của họ được chấp thuận. Super 6-2, được điều khiển bởi Chuẩn úy Mike Goffena và Jim Yacone, đã hạ cánh và thả Garry Gordon và Randy Shugart xuống. Brad Halling đã ở lại máy bay để tiếp quản vị trí súng Minigun thay cho một thành viên phi đoàn bị thương. Gordon và Shugart phát hiện cả bốn thành viên của Super 6-4 đều còn sống nhưng bị thương rất nặng. Họ chỉ kịp đưa phi công Michael Durant và xạ thủ súng máy Bill Cleveland ra một vị trí an toàn rồi quay trở lại bảo vệ máy bay. Super 6-2 tiếp tục bay quần vòng trên vị trí của Super 6-4 để hỗ trợ hỏa lực, gây nhiều thương vong cho phiến quân Somali, tới khi bị trúng một viên đạn RPG. Super 6-2 thoát khỏi khu vực và hạ cánh an toàn tại New Port.
Garry Gordon và Randy Shugart tiếp tục bảo vệ máy bay tới khi Gordon trúng đạn và hi sinh. Shughart sau đó đã nhặt khẩu Colt Model 723 của Gordon và đưa cho Durant, trước khi quay về máy bay và cầm cự được thêm khoảng 10 phút. Super 6-4 nhanh chóng bị thất thủ và bị phiến quân tràn vào, toàn bộ phi hành đoàn và hai lính Delta đều bị giết hại, ngoại trừ Durant. Durant bị dân quân đánh đập gần như đến chết tới khi được quân của Aidid tới giải cứu và bắt làm tù binh. Sau nhiều đợt tiếp cận bất thành, đoàn xe của Trung tá McKnight được lệnh quay về căn cứ.
Đến đêm tối, lính Somali liên tục tổ chức nhiều đợt tấn công vào các vị trí phòng ngự của lính Biệt kích và Delta xung quanh xác chiếc Super 6-1, nhưng đều bị đánh bật ra. Lúc 20:00, thêm một máy bay Black Hawk, Super 6-6, bị trúng đạn khi cố gắng bay vào trung tâm Mogadishu để thả đạn dược, thuốc men cùng nước uống cho toán quân mắc kẹt. Super 6-6, được điều khiển bởi Chuẩn úy 3 Stan Wood và Chuẩn úy 4 Gary Fuller, đã thoát khỏi vùng chiến sự an toàn và hạ cánh khẩn cấp ở căn cứ của người Mỹ. Hỏa lực hỗ trợ của những trực thăng AH-6J Little Bird của Trung đoàn 160 SOAR, đơn vị Không quân duy nhất có kinh nghiệm và trang bị vũ khí đánh đêm, đã gây nhiều thương vong cho bên Somali. Một nhóm gồm bốn chiếc AH-6J Little Bird, Barber 51, 52, 53, 54 đã tích cực bắn phá vị trí của phiến quân suốt đêm mùng 3 và sáng mùng 4. Chúng đã quay về căn cứ nạp đạn và tiếp tục nhiệm vụ đến sáu lần. Để tránh bị máy bay đồng minh bắn nhầm, các nhóm Biệt kích và Delta bên dưới mặt đất đã kích hoạt cục đèn chớp (có thể thấy chớp qua kính nhìn đêm của phi công) và yêu cầu nhóm Little Bird tấn công vào các mục tiêu "không có đèn chớp" còn lại.

### Lực lượng giải cứu
Lực lượng tăng viện mặt đất thuộc Sư đoàn Sơn cước số 10 Hoa Kỳ được gửi đến để yểm hộ quân Hoa Kỳ rút lui. Sau đó, Hoa Kỳ phải yêu cầu cả quân của Pakistan và Malaysia đóng gần Mogadishu sử dụng xe bọc thép đến giải cứu. Một đội giải cứu được thành lập, bao gồm cả lính Pakistan và Malaysia với bốn xe tăng M48 Patton và hơn 100 xe bọc thép Condor APC, xe Humvee HMMWV và xe tải M939.
Khi những chiếc trực thăng AH-1 Cobra của Sư đoàn Sơn cước số 10 tiến vào thành phố để hỗ trợ lực lượng bị mắt kẹt, phần lớn xe tăng và xe thiết giáp cỡ lớn sẽ dừng lại ở đường National và đường Hawlwadig, trong khi những đoàn Humvee và xe thiết giáp cỡ nhỏ sẽ di chuyển vào hai vị trí trực thăng rơi để tiến hành giải cứu. Đoàn cứu hộ gặp nhiều khó khăn khi phải chống trả từng đợt tấn công của lính Somali. Một nhóm giải cứu thuộc Sư đoàn Sơn cước số 10 tiếp cận được xác chiếc Super 6-4 lúc 01:25, nhưng không tìm được bất kì thành viên nào của phi đoàn hay hai lính bắn tỉa Delta. Sau khi thu lại những trang bị công nghệ mật, họ phá hủy máy bay và rút về đoàn xe lúc 01:37. Đoàn xe chính tiếp cận khu vực chiếc Super 6-1 lúc 02:05 và bắt đầu dàn trận địa phòng thủ để bảo vệ đội công binh giải cứu 2 phi công bị kẹt trong chiếc Super 6-1. Họ nhanh chóng đưa đựoc thi thể của Briley ra ngoài, nhưng thi thể của Wolcott bị kẹt sâu bên trong và hai chân đều bị vùi trong đất và đống thiết bị bị hỏng. Việc cắt khoang lái để đưa Wolcott ra ngoài kéo dài hơn ba tiếng và tất vào lúc 05:45, các xe lần lượt rút khỏi khu vực. Trong quá trình giải cứu, lực lượng giải cứu gặp nhiều thương vong, trong đó có một lính Malaysia, hai lính Mỹ và một lính Pakistan tử trận, nhiều người khác bị thương.

### Mogadishu Mile
Trận chiến chính thức kết thúc lúc 06:30, thứ 2 ngày 4 tháng 10. Lực lượng của Hoa Kỳ rút lui thành công về căn cứ của Liên Hợp Quốc dưới sự hỗ trợ của xe thiết giáp. Khi rời khỏi khu vực máy bay rơi, do không còn chỗ trên đoàn xe giải cứu, nên một nhóm Biệt kích và Delta dưới sự chỉ huy của Trung sĩ Delta John R. Dycus và Đại úy Michael Steele, đã phải chạy bộ về điểm tập kết tại một giao lộ của đường National và đường Hawlwadig dưới làn đạn của quân Somali. Dù bị bắn trả dữ dội, chỉ có một người lính Biệt kích (Trung sĩ Randy Ramaglia) bị bắn vào vai trong lúc rút lui. Đoàn đường sau này được biết đến qua tên "Mogadishu Mile."

## Diễn biến tiếp theo
Sau trận đánh, thi thể của vài binh sĩ Mỹ (phi hành đoàn của Super 6-4 và hai lính đặc nhiệm Delta) đã bị đám đông bao gồm người dân và phiến quân thuộc SNA kéo lê khắp các con phố.
Thông qua các đợt đàm phán và đe dọa giữa các trưởng bộ lạc Habar Gidir và Đặc phái viên Hoa Kỳ tại Somali, Robert B. Oakley, toàn bộ thi thể của linh Mỹ được trao trả trong nhiều tình trạng khác nhau, trong đó thi thể của Gary Gordon là tệ nhất, và Michael Durant được thả tự do sau 11 ngày giam giữ.
| “                                                                                       | Tôi không có kế hoạch cho việc này, và tôi sẽ làm mọi cách có thể để ngăn điều đó xảy ra, nhưng chuyện gì sẽ xảy ra nếu vài tuần trôi qua sau đó nếu anh Durant vẫn chưa được thả ra ? Các ông không những mất hết uy tín, mà chúng tôi sẽ quyết định phải giải cứu anh ấy. Tôi có thể đảm bảo rằng chúng tôi sẽ không có ý định trả tiền hay trao đổi lấy anh ấy dưới bất kỳ hình thức nào... Vì vậy, những gì chúng tôi quyết định là chúng tôi phải giải cứu anh ta, và cho dù chúng tôi có ở đúng chỗ hay không, sẽ có một cuộc chiến với người của của các ông. Khi súng bắt đầu nổ, người Mỹ không còn giữ được sự kiềm chế nữa. Hàng không mẫu hạm, xe tăng, máy bay,.. tất cả sẽ góp mặt. Một khi trận chiến bắt đầu, tất cả sự tức giận bị dồn nén sẽ được giải phóng. Toàn bộ thành phố sẽ bị phá hủy, cả đàn ông, phụ nữ, trẻ em, lạc đà, chó, mèo, dê, lừa, tất cả mọi thứ,... Điều đó thực sự sẽ là bị kịch cho tất cả chúng ta, nhưng đó chính là điều sắp được xảy đến. | ” |
| — Robert B. Oakley, trong buổi đàm pháo trả tự do cho Michael Durant, tháng 10 năm 1993 | |   |

Tại một bãi biển gần căn cứ của người Mỹ, một đài tưởng niệm đã đựoc lập lên để tưởng nhớ những người đã bỏ mạng trong trận đánh. Hai tuần sau, Thiếu tướng Garrison chấp nhận chịu toàn bộ trách nhiệm về những kết quả của trận đánh. Trong bức thư gửi Tổng thống Clinton, Garrison nhận toàn bộ trách nhiệm về phía mình và đề cao sự dũng cảm của Task Force Ranger đã đạt được những mục tiêu đề ra ban đầu.

### Thống kê thương vong
Hiện tại vẫn chưa có con số chính xác về thương vong của lính Somali tham gia trong trận đánh, nhưng nhiều ước tính rằng có khoảng từ vài trăm đến 1.000 lính Somali và dân thường thiệt mạng, và khoảng 3.000-4.000 người bị thương. Ủy ban Chữ thập đỏ Quốc tế ước tính có hơn 200 dân thường Somali đã thiệt mạng trong trận đánh và vài trăm người bị thương. Cuốn sách Black Hawk Down: A Story of Modern War ước tính hơn 700 lính Somali tử trận và hơn 1.000 người bị thưong và Liên minh Quốc gia Somali xác nhận trên phim tài liệu Frontline của đài PBS, Mỹ rằng chỉ có 133 người tử trận. Thương vong của Somali trong báo cáo của Báo Washington Post là 312 tử trận và 814 bị thương. Lầu Năm Góc công bố có năm quân nhân Mỹ tử trận, nhưng con số thực tế là 18 lính Mỹ tử trận và 73 người bị thương. Hai ngày sau trận chiến, người lính thứ 19, Trung sĩ Nhất Matt Rierson của Đặc nhiệm Delta, thiệt mạng trong một đợt pháo kích. Thương vong của Liên Hợp Quốc bao gồm một lính Malaysia và một lính Pakistan tử trận, bảy lính Malaysia và hai lính Pakistan bị thương. Đây được coi là trận chiến đẫm máu nhất của quân đội Hoa Kỳ kể từ chiến tranh VIệt Nam, tới khi diễn ra Trận Fallujah lần 2 vào năm 2004.

#### Pakistan

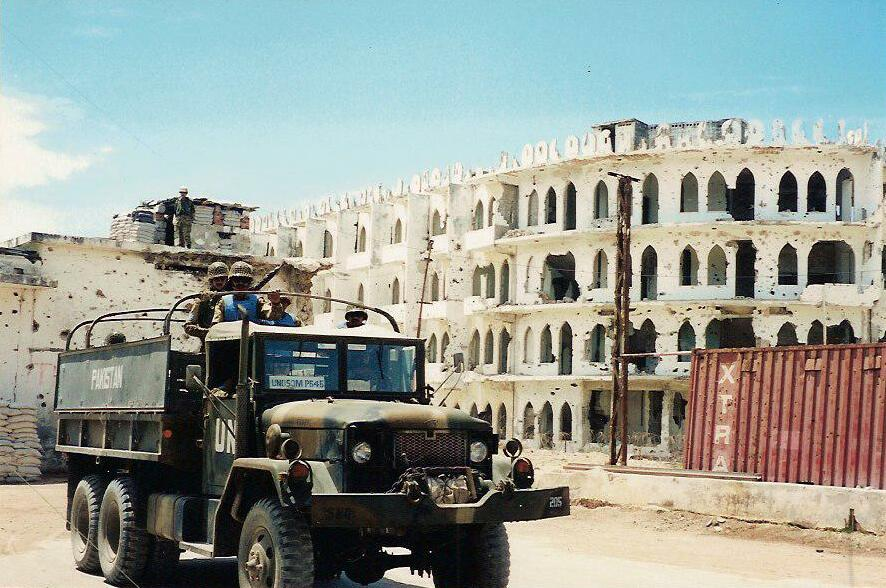
Xe tải của quân đội Pakistan tại Mogadishu

Một lính Pakistan và hai người khác bị thương trong toàn bộ chiến dịch giải cứu. Trung tướng Italy Bruno Loi báo cáo rằng đã tiếp nhận hơn 30 lính Pakistan bị thưong sau trận đánh.

#### Malaysia
Mat Aznan là một chuẩn hạ sĩ 33 tuổi từ Tiểu đoàn 19, Trung đoàn Hoàng gia Malay. Anh tử trận xe thiết giáp Condor APC do anh điều khiển bị trúng đạn RPG trên đường National. Anh được truy phong quân hàm Hạ sĩ và được truy tặng Huân chưong Seri Pahlawan Gagah Perkasa.

#### Somali
Nhiều nguồn tin ước tính có khoảng từ 800 tới 1.000 người Somali thiệt mạng trong trận đánh, cùng với hơn 4.000 người bị thương. Bên Somali xác nhận rằng con số thương vong thấp hơn mức ước tính đó. Adidi tuyên bố họ mất 315 lính và dân thường, cùng với 812 người bị thương. Đại úy Haad, trong một buổi phỏng vấn với báo chí Mỹ, nói rằng chỉ 133 lính SNA tử trận, dù anh không nói rõ về số thương vong về dân thường hay trong số đó có những ai đã mang vũ khí.

#### Hoa Kỳ
| Tên                                                                   | Tuổi                                      | Nguyên nhân tử trận | Huân chương |
| Lực lượng Hoạt động Đặc Biệt số 1 - Delta                             | Lực lượng Hoạt động Đặc Biệt số 1 - Delta | Lực lượng Hoạt động Đặc Biệt số 1 - Delta | Lực lượng Hoạt động Đặc Biệt số 1 - Delta                                                                              |
| --------------------------------------------------------------------- | ----------------------------------------- | --- | --- |
| Thượng sĩ Gary Ivan Gordon                                            | 33                                        | Tử trận khi đang bảo vệ Super 6-4 | Huân chưong Danh Dự, Huân chương Trái Tim Tím                                                                          |
| Trung sĩ nhất Randy Shughart                                          | 35                                        | Tử trận khi đang bảo vệ Super 6-4 | Huân chưong Danh Dự, Huân chương Trái Tim Tím                                                                          |
| Trung sĩ Tham mưu Daniel D. Busch                                     | 25                                        | Thương nặng khi đang bảo vệ Super 6-1, mất tại bệnh viện dã chiến ở Đức | Huân chương Sao Bạc, Huân chương Trái Tim Tím                                                                          |
| Trung sĩ nhất Earl R. Fillmore, Jr.                                   | 28                                        | Tử trận khi đang di chuyển về vị trí rơi của Super 6-1 | Huân chương Sao Bạc, Huân chương Trái Tim Tím                                                                          |
| Thượng sĩ Timothy L. Martin                                           | 38                                        | Thương nặng khi đang di chuyển cùng đoàn xe "Lost Convoy" của Trung tá McKnight, mất khi đang trên đường tới chữa trị ở Đức | Huân chương Sao Bạc, Huân chương Trái Tim Tím.                                                                         |
| Trung sĩ nhất Matthew L. Rierson                                      | 33                                        | Thiệt mạng trong một vụ pháo kích vào căn cứ Mỹ, hai ngày sau trận chiến | Huân chương Sao Bạc, Huân chương Sao Đồng, Huân chương Trái Tim Tím.                                                   |
| Đại đội B, Tiểu đoàn Biệt kích 3, Trung đoàn Biệt kích 75             |                                           | | |
| Hạ sĩ James "Jamie" E. Smith                                          | 21                                        | Tử thương khi đang bảo vệ vị trí rơi của Super 6-1 | Huân chương Sao Đồng với Huy Hiệu V và Lá sồi, Huân chương Trái Tim Tím                                                |
| Hạ sĩ James M. Cavaco                                                 | 26                                        | Tử trận khi đang di chuyển cùng đoàn xe "Lost Convoy" | Huân chương Sao Bạc, Huân chương Sao Đồng với Huy Hiệu V, Huân chương Trái Tim Tím                                     |
| Trung sĩ James Casey Joyce                                            | 24                                        | Tử trận khi đang di chuyển cùng đoàn xe "Lost Convoy" | Huân chương Sao Bạc, Huân chương Sao Đồng với Huy Hiệu V, Huân chương Trái Tim Tím                                     |
| Binh nhất Richard "Alphabet" W. Kowalewski, Jr.                       | 20                                        | Trúng đạn RPG, tử trận khi đang di chuyển cùng đoàn xe "Lost Convoy" | Huân chương Sao Đồng với Huy Hiệu V, Huân chương Trái Tim Tím                                                          |
| Trung sĩ Dominick M. Pilla                                            | 21                                        | Tử trận khi đang di chuyển cùng đoàn xe của Trung sĩ Jeff Struecker | Huân chương Sao Bạc, Huân chương Sao Đồng với Huy Hiệu V, Huân chương Trái Tim Tím                                     |
| Trung sĩ Lorenzo M. Ruiz                                              | 27                                        | Thương nặng khi đang di chuyển cùng đoàn xe "Lost Convoy", mất khi đang trên đường tới chữa trị ở Đức | Huân chương Sao Đồng với Huy Hiệu V, Huân chương Trái Tim Tím                                                          |
| Trung đoàn Không vận Đặc nhiệm 160 (SOAR)                             |                                           | | |
| Trung sĩ Tham mưu William "Wild Bill" David Cleveland, Jr.            | 34                                        | Thành viên phi đoàn / xạ thủ súng máy phải Super 6-4, tử trận khi đang bảo vệ máy bay | Huân chương Sao Bạc, Huân chương Sao Đồng, Huân chương Bầu trời cùng Huy hiệu V, Huân chương Trái Tim Tím              |
| Trung sĩ Tham mưu Thomas J. Field                                     | 25                                        | Thành viên phi đoàn / xạ thủ súng máy trái Super 6-4, tử trận khi đang bảo vệ máy bay | Huân chương Sao Bạc, Huân chương Sao Đồng, Huân chương Bầu trời cùng Huy hiệu V, Huân chương Trái Tim Tím              |
| Chuẩn úy 4 Raymond "Ironman" Alex Frank                               | 45                                        | Phi công phụ của Super 6-4, tử trận khi đang bảo vệ máy bay | Huân chương Sao Bạc, Huân chương Sao Đồng, Huân chương Bầu trời cùng Huy hiệu V, Huân chương Trái Tim Tím              |
| Chuẩn úy 3 Clifton "Elvis" P. Wolcott                                 | 36                                        | Phi công của Super 6-1, tử trận sau pha va chạm xuống mặt đất | Huận Chương Thập Tự Bay Xuất sắc, Huân chương Sao Đồng, Huân chương Bầu trời cùng Huy hiệu V, Huân chương Trái Tim Tím |
| Chuẩn úy 3 Donovan "Bull" Lee Briley                                  | 33                                        | Phi công phụ của Super 6-1, tử trận sau pha va chạm xuống mặt đất | Huận Chương Thập Tự Bay Xuất sắc, Huân chương Sao Đồng, Huân chương Bầu trời cùng Huy hiệu V, Huân chương Trái Tim Tím |
| Tiểu đoàn 2, Trung đoàn Bộ binh 14, Lữ đoàn 2, Sư đoàn Sơn cước số 10 |                                           | | |
| Trung sĩ Cornell L. Houston, Sr.                                      | 31                                        | Thành viên của Đại đội C, Tiểu đoàn Công binh 41. Bị thương khi đang giải cứu lính Malaysia khỏi một chiếc Condor bị trúng RPG và bốc cháy. Bị bắn vào chân và ngực khi đang di chuyển tới vị trí rơi của Super 6-4. Tử thương tại Trung tâm Y tế Lục quân Landstuhl. | Huân chương Sao Đồng với Huy Hiệu V, Huân chương de Fleury, Huân chương Trái Tim Tím                                   |
| Binh nhất James Henry Martin, Jr.                                     | 23                                        | Thành viên của Trung đội 2, Đại đội A. Tử trận khi dang di chuyển trên đường National. | Huân chương Trái Tim Tím                                                                                               |

### Rút quân khỏi Somali
Trong một buổi họp an ninh quốc gia ở Nhà Trắng ngày 6 tháng 10 năm 1993, Tổng thống Bill Clinton đã ra lệnh cho Đô đốc David E. Jeremaid, Tham mưu trưởng Liên quân, dừng tất cả các hoạt động chống lại Aidid ngoại trừ các hoạt động bảo vệ và phòng thủ. Ông tái bổ nhiệm Đại sứ Robert B. Oakley làm Đặc phái viên tại Somali nhằm làm dàn xếp kế hoạch ngừng bắn và tuyên bố tất cả lực lượng của Hoa Kỳ sẽ rút khỏi Somali muộn nhất là ngày 31 tháng 3 năm 1994. Ngày 15 tháng 12 năm 1993, Bộ trưởng Bộ Quốc phòng Hoa Kỳ Les Aspin đã từ chức và nhận trách nhiệm về việc từ chối hỗ trợ xe tăng và xe thiết giáp cho cuộc đột kích. Tuy nhiên, Garrison cho rằng Aspin không có lỗi, việc cung cấp hay không thì cũng không tạo ra sự khác biệt do trang bị sẽ đến quá muộn so với thời gian diễn ra chiến dịch. Vài trăm lính Thủy quân Lục chiến sẽ ở lại để hỗ trợ các cuộc di tản cho hơn 1.000 nhân viên, chuyên viên và các cố vấn quân sự đang làm các nhiệm vụ ngoại giao ở Somali.
Ngày 4 tháng 2 năm 1994, Hội đồng Bảo an Liên Hợp Quốc đã thông qua Nghị quyết 897, đặt hạn hoàn thành nhiệm vụ của UNOSOM II tại Somaili vào tháng 3 năm 1995, và sẽ rút quân khỏi Somali trong cùng thời gian đó. Tháng 8 năm 1994, Liên Hợp Quốc yêu cầu Mỹ dẫn đầu một liên minh để hỗ trợ việc rút lui cuối cùng của lực lựong UNOSOM II ra khỏi Somali. Ngày 16 tháng 12 năm 1994, Tổng thống Clinton phê chuẩn chiến dịch United Shield và bắt đầu vào ngày 14 tháng 1 năm 1995. Ngày 7 tháng 2 năm 1995, một hạm đội đa quốc gia đã cập bến Somali và bắt đầu chiến dịch rút lui. Ngày 6 tháng 3 năm 1995, toàn bộ lực lượng Liên Hợp Quốc đã rút lui hoàn toàn, kết thúc sứ mệnh của UNOSOM II.

### Vinh danh
Vì sự dũng cảm quên mình trong việc bảo vệ phi hành đoàn của Super 6-4, Thượng sĩ Gary Gordon và Trung sĩ nhất Randy Shughart được truy tặng Huân chương Danh Dự, huân chương cao quý nhất của toàn bộ các lực lượng vũ trang Hoa Kỳ. Gordon và Shughart là hai quân nhân đầu tiên được nhận huân chương Danh Dự kể từ khi cuộc Chiến tranh Việt Nam kết thúc và là hai thành viên đầu tiên của Đặc nhiệm Delta được nhận tấm huấn chương cao quý này.
Theo yêu cầu của cựu Bộ trưởng Bộ Quốc phòng Ryan McCarthy trong một buổi xét duyệt trao thưởng huân chưong vào năm 2020, 60 quân nhân đã tham gia vào trận đánh ở Mogadishu năm 1993 sẽ được nâng cấp huy chương. Ngày 1 tháng 7 năm 2021, Bộ Chỉ huy Lực lượng Đặc biệt công bố sẽ trao thưởng 58 Huân chương Sao Bạc và haiHuân chương Thập tự Bay Xuất sắc cho những lính Biệt kích, Delta và thành viên của Trung đoàn 160 SOAR vì sự dũng cảm tại trận chiến đẫm máu cách đó 28 năm, và lễ trao thưởng sẽ được từng đơn vị khác nhau đảm nhiệm. 18 Huân chương Sao Bạc đựoc trao cho 16 cựu quân nhân Biệt kích và truy phong cho ba lính Biệt kích đã hi sinh, trong buổi lễ ngày 1 tháng 10 năm 2021 tại Fort Benning, nơi đóng quân của Tiểu đoàn 3, Trung đoàn Biệt kích 75. Sáu cựu quân nhân thuộc Trung đoàn 160 được trao thưởng vào ngày 29 tháng 10, bao gồm bốn Huân chương Sao Bạc và hai Huân chương Thập tự Bay Xuất sắc. Những huân chương còn lại được trao cho các cựu quân nhân Delta, SEAL tại các buổi lễ sau đó.

## Đánh giá
Tuy đạt được mục đích là bắt được một số đối tượng bị truy nã. Song thương vong như trên trong một trận đối với các lực lượng đặc nhiệm và Biệt kích của Hoa Kỳ được xem là nặng nề. Có phân tích cho rằng sở dĩ quân Hoa Kỳ bị thiệt hại năng như vậy là vì hai nguyên nhân. Một là, tin tình báo (nhất là từ nguồn tại chỗ) không chính xác khiến cho phía Hoa Kỳ không đánh giá đủ lực lượng địch ở Mogadishu. Hai là, lực lượng Hoa Kỳ không nhận được sự hỗ trợ đủ mạnh về phương tiện và khí tài. Trước trận chiến, tướng Garrison đã xin yểm trợ bằng máy bay AC-130 nhưng bị từ chối.

## Hậu quả
Đây được coi là một chiến dịch thất bại của Mỹ vì họ không bắt được tướng Aidid trong khi lại chịu tổn thất nặng nề. Mãi đến năm 1996, Aidid mới chết sau khi dính đạn trong cuộc đọ súng với một nhóm phiến quân ở Somali. Có thông tin cho rằng Cơ quan Tình báo Trung ương Hoa Kỳ đứng đằng sau cái chết của Aidid nhưng đến nay thì đây vẫn là điều bí ẩn.
Trận chiến Mogadishu với hình ảnh lính Mỹ bị bắt, bị trói và xác họ bị kéo lê trên đường phố trở thành nỗi ám ảnh kinh hoàng đối với quân đội và người dân Mỹ. Chiến trường Somali thường được ví như một chiến trường quỷ ám. Sau trận đánh này, Tổng thống Clinton ra lệnh rút quân khỏi Somalia. Đầu năm 1995, quân Mỹ có trở lại Somalia nhưng là để bảo vệ cuộc rút quân của 6.200 lính LHQ.
Hơn 1 thập kỷ sau, vào đầu năm 2007, Hoa Kỳ lại tiến hành chiến dịch quân sự mới tại vùng đất đầy ám ảnh Somalia. Tuy nhiên, lần này không phải là một cuộc đổ bộ ồ ạt và những trận đánh giáp lá cà như Trận chiến Mogadishu 14 năm về trước mà là vài đợt không kích rời rạc và một loạt hoạt động bí mật.

### Sách tham khảo
- Bowden, Mark (1999). Black Hawk Down: A Story of Modern War. Berkeley, CA: Atlantic Monthly Press. ISBN 0-87113-738-0.
- Eversmann, Matthew (SSG) (2005). The Battle of Mogadishu: Firsthand Accounts from the Men of Task Force Ranger. Presidio Press. ISBN 0345466683.
- Wright, Lawrence (2006). The Looming Tower: Al-Qaeda and the Road to 9/11. New York: Knopf. ISBN 037541486X.

### Tư liệu
- Allard, Colonel Kenneth, Somalia Operations: Lessons Learned, National Defense University Press (1995).
- Boykin, William (Maj. Gen.), Never Surrender, Faith Words, New York, NY, (2008).
- Chun, Clayton K.S., Gothic Serpent: Black Hawk Down, Mogadishu 1993. Osprey Raid Series #31. Osprey Publishing (2012). ISBN 9781849085847
- Clarke, Walter, and Herbst, Jeffrey, editors, Learning from Somalia: The Lessons of Armed Humanitarian Intervention, Westview Press (1997).
- Dauber, Cori Elizabeth. "The shot seen 'round the world': The impact of the images of Mogadishu on American military operations." Rhetoric & Public Affairs 4.4 (2001): 653-687 online.
- Durant, Michael (CWO4), In the Company of Heroes, (2003 hb, 2006 pb).
- Gardner, Judith and el Bushra, Judy, editors, Somalia – The Untold Story: The War Through the Eyes of Somali Women, Pluto Press (2004).
- O'Connell, James Patrick (SGT.), Survivor Gun Battle Mogadishu, US Army SOC Attached. (New York City) (1993).
- Prestowitz, Clyde, Rogue Nation: American Unilateralism and the Failure of Good Intentions, Basic Books (2003).
- Sangvic, Roger, Battle of Mogadishu: Anatomy of a Failure, School of Advanced Military Studies, U.S. Army Command and General Staff College (1998).
- Stevenson, Jonathan, Losing Mogadishu: Testing U.S. Policy in Somalia, Naval Institute Press (1995).
- Stewart, Richard W., The United States Army in Somalia, 1992–1994, United States Army Center of Military History (2003).
- Somalia: Good Intentions, Deadly Results, VHS, produced by KR Video and The Philadelphia Inquirer (1998).